# Coupe du monde de boxe amateur 2006
La 2e coupe du monde de boxe amateur  s'est déroulée du 15 au 22 octobre 2006 à Bakou, Azerbaïdjan, sous l'égide de l'AIBA (Association Internationale de Boxe Amateur).

## Phases éliminatoires

### Groupe 1
Résultats
| Pays        | Pays        | Score |
| Cuba        | Kazakhstan  | 9–2   |
| Azerbaïdjan | États-Unis  | 9–2   |
| Cuba        | États-Unis  | 11–0  |
| Azerbaïdjan | Kazakhstan  | 9–2   |
| Cuba        | Azerbaïdjan | 11–0  |
| Kazakhstan  | États-Unis  | 7–4   |

Classement
| Pays        | Victoire(s) | Défaite(s) |
| Cuba        | 3           | 0          |
| Azerbaïdjan | 2           | 1          |
| Kazakhstan  | 1           | 2          |
| États-Unis  | 0           | 3          |

### Groupe 2
Résultats
| Pays    | Pays    | Score |
| Russie  | Chine   | 9–2   |
| Ukraine | Afrique | 10–1  |
| Russie  | Ukraine | 10–1  |
| Chine   | Afrique | 9–2   |
| Russie  | Afrique | 9–2   |
| Ukraine | Chine   | 10–1  |

Classement
| Pays    | Victoire(s) | Défaite(s) |
| Russie  | 3           | 0          |
| Ukraine | 2           | 1          |
| Chine   | 1           | 2          |
| Afrique | 0           | 3          |

## Finale
| Pays | Pays   | Score |
| Cuba | Russie | 6–5   |